# Alexandre Guedes
Alexandre Xavier Pereira Guedes (11 febbraio 1994) è un calciatore portoghese, attaccante dell'Al-Faisaly.

## Caratteristiche tecniche
È un centravanti.

## Palmarès

### Club

#### Competizioni nazionali
- Coppa del Portogallo: 1

Desp. Aves: 2017-2018

### Individuale
- Miglior marcatore del Campionato europeo di calcio Under-19: 1

Lituania 2013 (3 gol)